# La Chute de la maison Usher
La Chute de la maison Usher és una pel·lícula francesa de terror en blanc i negre, rodada el 1928 i dirigida per Jean Epstein. Basada en el conte La caiguda de la Casa Usher escrit per Edgar Allan Poe. És protagonitzada per Marguerite Gance, Jean Debucourt, Charles Lamy i Fournez-Goffard.

## Sinopsi
Anomenat per Lord Roderick Usher, preocupat per la salut de la seva esposa, amb qui viu en una casa aïllada enmig de la llacuna, un dels seus amics es dirigeix en aquest lloc carregat de suspens i enigmes. Troba el mestre de la casa pintant amb fúria el retrat de la seva esposa. Aquesta s'afebleix en aquesta atmosfera sòrdida, transmetent la poca vida que li queda en el retrat. Un dia s'esfondra. És enterrada en la cripta del parc. Però Roderick està convençut que ella només està adormida. Sortirà sola de la tomba en una nit de tempesta, mentre que un llamp cau sobre la casa Usher.

## Repartiment
- Jean Debucourt - Sir Roderick Usher
- Marguerite Gance - Madeleine Usher
- Charles Lamy - Allan
- Fournez-Goffard - El doctor
- Luc Dartagnan
- Abel Gance
- Halma
- Pierre Hot
- Pierre Kefer

## Producció
La Chute de la maison Usher va ser escrita per Luis Buñuel i Jean Epstein. La pel·lícula va ser el segon crèdit cinematogràfic de Buñuel, ja que abans havia treballat com a ajudant de direcció a la pel·lícula d'Epstein Mauprat. Després d'una discussió amb Epstein sobre la seva interpretació del material, Buñuel va deixar la producció. Entre els canvis en la història respecte al material original hi havia la relació entre Roderick i la seva germana que fou canviada a marit i dona a la pel·lícula. El crític i historiador de cinema Troy Howarth va afirmar que no estava clar fins a quin punt es va incloure alguna cosa de l'escriptura de Buñuel a la pel·lícula acabada.
La pel·lícula va ser protagonitzada pel director de cinema francès Abel Gance i la seva aleshores dona Marguerite Gance, acabats de col·laborar a l'èpica pel·lícula de 1927 de Gance Napoleon.

## Alliberament
La pel·lícula es va estrenar el 28 d'octubre de 1928.
La història de Poe es va estrenar de nou el 1928 dirigida per James Sibley Watson, el 1950 per Ivan Barnett i el 1960 per Roger Corman.

## Recepció

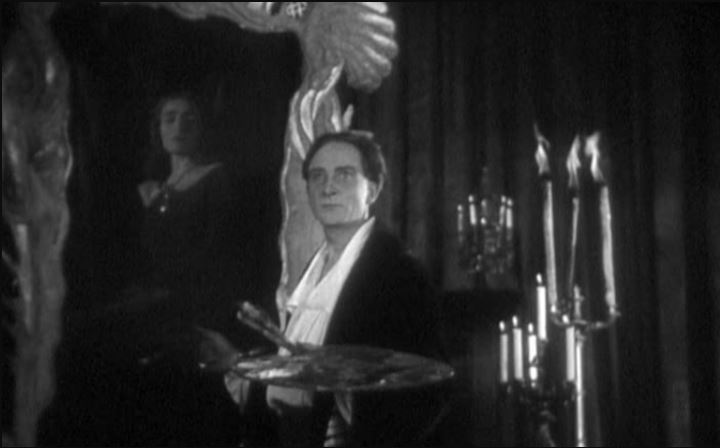
Roderick Usher

A partir de les crítiques retrospectives, el crític Troy Howarth va comentar que la pel·lícula era "una de les pel·lícules mudes experimentals més famoses" i va assenyalar "El tall ràpid, els primers plans fetitxistes i l'ambient generalment de somni apropen la pel·lícula al regne de la poesia cinematogràfica que qualsevol altra cosa". Howarth va concloure que la pel·lícula va ser la "contribució més duradora al cinema" d'Epstein.
El crític nord-americà Roger Ebert va incloure la pel·lícula a la seva llista de "Grans pel·lícules". El 2021, The Daily Star va classificar La Chute de la maison Usher en vuitè lloc a la seva llista de les millors adaptacions de contes curts, elogiant-la per "gestionar la gesta gairebé impossible de l'adaptació perfecta d'Edgar Allan Poe".
Fou inclosa a la llista de la revista Paste el 2021 com una de les "13 Millors adaptacions d'Edgar Allan Poe".